# Коста-риканский национализм
Костариканский национализм — националистическое представление о культурной и национальной идентичности Коста-Рики. По мнению таких учёных, как Татьяна Лобо, Кармен Мурильо и Джованна Джильоли, коста-риканский национализм основан на двух основополагающих мифах: мифе о сельской демократии со времён колониализма и расовой (белой) «чистоте» Центральной долины как колыбели коста-риканского общества.

## Идеология
Миф о сельской демократии концентрируется вокруг идеи о том, что Коста-Рика всегда была демократической страной: что со времён колоний костариканцы жили в обществе, где все, от губернатора до крестьян, имели право голоса и принимали решения. Такое описание идеально эгалитарного общества подвергается сомнению такими учёными, как Иван Молина, которые не соглашаются с образом колониальной и постколониальной, демократической и горизонтально устроенной в общественном отношении Коста-Рики. Они утверждают, что на самом деле существовала могущественная, либеральная, занимающаяся выращиванием кофе буржуазия, которая и контролировала страну. Тем не менее, общепризнанным фактом является то, что в отличие от множества своих соседей Коста-Рика не имела столь выраженную социальную иерархию. Это явно выражалось в отсутствии аристократии с дворянскими титулами, заимствованными из Испании, как в других латиноамериканских странах, а система землевладения препятствовала появлению крупных латифундий. Более того, социальные реформы, начавшиеся в 1940-х годах, обеспечили определённую степень социальной мобильности, так что ныне для рабочих и представителей среднего класса обычным делом становится занятие государственных должностей в качестве депутатов, а иногда и поста президента, даже несмотря на то, что привилегированный политический и бизнес-класс продолжает существовать.
Расовый миф основан на идее, что костариканцы в целом «белее» своих соседей по Центральной Америке. Этот миф глубоко укоренился в сознании коста-риканцев и сознательно или бессознательно использовался на протяжении всей истории как повод для исключения из этнически разнообразного населения иммигрантов и жителей отдалённых провинций, большинство из которых были метисами. И снова недавние исследования, похоже, опровергают этот миф. Хотя в Коста-Рике действительно может быть меньше расовых смешений, чем в других странах, из-за почти полного отсутствия коренных народов на её территории, недавние генетические исследования показывают, что большинство костариканцев в той или иной степени имеют европейское, индейское и африканское происхождение, и что расовые смешения здесь аналогичны другим странам Латинской Америки. Однако с этим мифом скоро может быть покончено, поскольку Законодательное собрание недавно объявило Коста-Рику мультиэтнической страной.
По мнению социолога Массимо Интровинье развились два варианта костариканского национализма: христианский национализм, связанный с католической идентичностью коста-риканцев, и эзотерический национализм, связанный с либеральной и светской интеллектуальной элитой. Второе направление возникло под особым влиянием Теософского общества, основанного в стране в 1904 году, которое включило Коста-Рику в эзотерическую космологию теософии как духовно особое место и адаптировало многие теософские космогонические верования к этическому контексту. Например, книга теософа и первой леди Марии Фернандес Ле Каппельяин «Сулия» и ее приквел «Иоланта» относятся к доиспанскому периоду и представляют коренное население Коста-Рики в утопических и идеализированных тонах, а также как наследников эзотерических знаний. Фернандес была женой Федерико Тиноко, коста-риканского политика, осуществившего в 1917 году государственный переворот, в результате которого был свергнут конституционный президент Альфредо Гонсалес Флорес, и в правительстве которого несколько теософов занимали должности; некоторые учёные описывают его как националиста. В любом случае, эзотерический и католический национализм вступили друг с другом в конфликт в первой половине XX века.
Из этих мифов берут начало черты, типичные для коста-риканского национализма, которые вытекают из того или иного: идиллический взгляд на колониальный период, производители кофе как основа нации, коста-риканский центризм, этническая демократия как исключительно хорошее явление и превосходство страны над многими ее соседями, представленное в концепции «Центральноамериканской Швейцарии».

## История
Различные националистические настроения среди населения особенно росли во время вооруженных конфликтов с соседями, так это происходило во время Флибустьерской войны 1856 года против Никарагуа и войны за Кото против Панамы. На выборах 1932 года предприниматель немецкого происхождения Макс Коберг Боланди был выдвинут политической группой под названием Националистическая партия, но эта партия получила наименьшее количество голосов на этих выборах. Национализм был одним из самых важных составляющих в политике правительства Леона Кортеса Кастро (1936-1940), хотя после его президентства он не получил большого распространения в политическом дискурсе, особенно из-за обвинений в фашизма, которые тяготили Кортеса. После Кортеса националистический дискурс в стране всегда ассоциировался с крайне правыми. В 1960-х годах возникло антикоммунистическое Националистическое движение, которое позже сменило название на Движение свободы Коста-Рику, и которое сосредоточилось на борьбе со всеми левыми политическими и социальными движениями после выборов 1962 года.
Независимая национальная партия Хорхе Гонсалеса Мартена также идентифицировала себя как националистическую, а ее последователи называли себя националистами, в том числе и во время агитации на выборах 1974 года. Их наследники, Национальная патриотическая партия, участвовали в выборах 2002 года с яростной ксенофобской антиникарагуанской риторикой и добились блестящих результатов. В 2005 году был основан Националистический демократический альянс для участия в выборах 2006 года с бывшим министром Хосе Мигелем Вильялобосом Уманьей в качестве кандидата, но результат оказался плачевным. После распада этой партии не было ни одной другой политической силы, официально зарегистрированной в Верховном избирательном трибунале, которая обозначала бы себя как националистическиая.